# メアリー・レナ・フォーク
メアリー・レナ・フォーク（Mary Lena Faulk、1926年4月15日 – 1995年8月3日）は、アメリカ合衆国の女子プロゴルファー。

## 来歴
フロリダ州チップリーで生まれる。14歳の時にジョージア州トーマスビルに転居、1946年から1948年までジョージア州女子アマチュアマッチプレー選手権で3連勝を飾った。
1953年、全米女子アマチュアゴルフ選手権で優勝。1954年には準決勝でミッキー・ライトに敗退した。同年、カーティスカップでイギリスを破り優勝したアメリカチームのメンバーとなり、ジョージア州メダルプレー選手権で優勝した。
1955年にプロに転向、LPGAツアーのルーキーイヤーにタイトルホルダーズ選手権と全米女子オープンで2位と言う成績を残した。1965年にプロツアーから引退するまでに、当時女子のメジャーゴルフ選手権の1つであった女子ウェスタンオープンなど10勝をあげた。ジョージア州とコロラド州コロラドスプリングスのクラブで長年ゴルフを教えていた。一時期、ノースカロライナ州サザンパインズでゴルファー仲間のペギー・カーク・ベルと共に婦人服店を経営していた。
1993年、ジョージア州ゴルフ殿堂入りを果たした。1995年に死去するまで、フロリダ州デルレイビーチに住んでいた。

## プロ戦績 (13勝)

### LPGAツアー (10勝)
- 1956年 (1勝) カンザスシティ・オープン（英語版）
- 1957年 (1勝) セントピーターズバーグ・オープン
- 1958年 (1勝) マックタウン・オープン（英語版）
- 1961年 (4勝) ベーブ・ザハリアス・オープン（英語版）、女子ウェスタンオープン、トライアングル・ラウンド・ロビン（英語版）、イースタン・オープン（英語版）
- 1962年 (2勝) ピーチ・ブロッサム・オープン、バイセイリア・オープン（英語版）
- 1964年 (1勝) セントピーターズバーグ女子オープン・インビテーショナル

### その他の勝利 (3勝)
- 1951年 ハードスクラブル・オープン（英語版）
- 1955年 バージニア・ホットスプリングス・4-ボール (ベティー・ジェームソンと)
- 1958年 ホームステッド・4-ボール (ベティー・ジェームソンと)

## メジャー選手権

### 優勝 (1回)
| 年     | 選手権                 | 優勝スコア            | ストローク差 | 2位の選手            |
| ------ | ---------------------- | --------------------- | ------------ | -------------------- |
| 1961年 | 女子ウェスタンオープン | −10 (75-75-67-73=290) | 6打差        | ベッツィー・ロールズ |

## 団体戦
アマ
- カーティスカップ (アメリカ合衆国代表): 1954年 (勝利)